# Комароловка амазонійська
Комароловка амазонійська (Polioptila paraensis) — вид горобцеподібних птахів родини комароловкових (Polioptilidae). До 2019 року вважався підвидом комароловки каєнської (Polioptila guianensis), але був виділений в окремий вид на основі відмінностей в морфології і вокалізації.

## Поширення
Ендемік Бразилії. Поширений в штаті Пара на південному сході країни. Живе під пологом дощових лісів.

## Опис
Дрібний птах, завдовжки 10-11 см, вагою 6 г.